# Bredde (Sprockhövel)
Bredde ist eine Hofschaft im Stadtteil Gennebreck der Stadt Sprockhövel im Ennepe-Ruhr-Kreis, Nordrhein-Westfalen. Sie unterteilt sich in die Wohnplätze Oberbredde ⊙ und Unterbredde ⊙.

## Lage und Beschreibung
Bredde liegt im südwestlichen Teil des Sprockhöveler Stadtgebiets im Felderbachtal nahe der Stadtgrenze zu Hattingen im Norden. Südwestlich befindet sich das Kirchdorf Herzkamp, die größte Ansiedlung im Stadtteil.
Weitere Nachbarorte sind Sondern, Berge, Heege, Egen, Brink, Bruch, Im Brucherbach, Im Ringelsiepen, Gennebreckmühle, Neu-Amerika, Am Bischof, Im Äckersberge, Im Kresssiepen und Fahrentrappe auf Hattinger Stadtgebiet.

## Geschichte
Bredde gehörte bis 1807 der Gennebrecker Bauerschaft innerhalb des Hochgerichts und der Rezeptur Schwelm des Amts Wetter in der Grafschaft Mark an. Von 1807 bis 1814 war Bredde aufgrund der napoleonischen Kommunalreformen im Großherzogtum Berg Teil der Landgemeinde Gennebreck innerhalb der neu gegründeten Mairie Hasslinghausen im Arrondissement Hagen, die nach dem Zusammenbruch der napoleonischen Administration nun der Bürgermeisterei Haßlinghausen (ab 1844 Amt Haßlinghausen) im Landkreis Hagen (ab 1897 Kreis Schwelm, ab 1929 Ennepe-Ruhr-Kreis) angehörte.
Bredde erscheint auf der Niemeyersche Karte, Ausgabe Spezialkarte des Bergwerkdistrikts des Distrikts Blankenstein von 1788/89, unbeschriftet als Ansammlung von drei Gebäuden. Der Ort ist auf der Preußischen Uraufnahme von 1840 als Ober- und Unterbredde verzeichnet.  Ab der Preußischen Neuaufnahme von 1892 ist der Ort auf Messtischblättern der TK25 ohne Unterteilung der Wohnplätze als Bredde verzeichnet.
Bredde lag im 19. Jahrhundert nahe einem Kohlenweg zwischen Sprockhövel und Elberfeld, einer der drei Hauptkohlenwege, die vom Ruhrgebiet ins Wuppertal führten (heute die Straße Bruch).
1818 und 1822 lebten 34 Menschen im als Kothen kategorisierten Ort. Der laut der Ortschafts- und Entfernungs-Tabelle des Regierungs-Bezirks Arnsberg 1839 als Kotten kategorisierte Ort besaß zu dieser Zeit 14 Wohnhäuser und zwei landwirtschaftliche Gebäude, wobei vermutlich aufgrund der im Vergleich zu späteren Registern hohen Zahl an Gebäuden und Einwohnern benachbarte Wohnplätze mit hinzugezählt wurden. Zu dieser Zeit lebten demnach 132 Einwohner im Ortsbereich, davon einer katholischer und 131 evangelischer Konfession.
Das Gemeindelexikon für die Provinz Westfalen gibt 1885 für Bredde eine Zahl von 152 Einwohnern an, die in acht Wohnhäusern lebten. Auch hier dürften weitere Wohnplätze im Nahbereich hinzugezählt worden sein. 1895 besitzt der Ort dann auch nur drei Wohnhäuser mit 24 Einwohnern, 1905 zählt der Ort drei Wohnhäuser und 20 Einwohner.
Am 1. Januar 1970 wurde das Amt Haßlinghausen aufgelöst und die amtsangehörige Landgemeinde Gennebreck mit Bredde in die Stadt Sprockhövel eingemeindet.